# Margarita Geuer
Margarita Ivonne Geuer Draeger (Sevilla, 3 de mayo de 1966), también conocida como Wonny Geuer, es una exjugadora de baloncesto española de origen alemán de 1,85 m de altura.
Participó en los Juegos Olímpicos de Barcelona 1992 y ganó los Juegos Mediterráneos de 1991 y el Campeonato Europeo de Baloncesto Femenino de 1993 con la selección femenina de baloncesto de España. Jugó 158 partidos con la selección española y se retiró en 1993.
Fue dos veces subcampeona de la Copa de la Reina y subcampeona de la Liga. Y ganó el Campeonato de la Copa de Europa de Clubs y el Mundial de Clubs.

## Trayectoria
Comenzó a jugar al baloncesto con 14 años, en el equipo de las Irlandesas de Bami (Sevilla). Con el equipo andaluz ganó el campeonato infantil de España. Más tarde se fue al Medicina Oximper, equipo de Medicina de baloncesto femenino de la Universidad de Sevilla, en el que estuvo la temporada 1981/1982, única de este equipo en primera división.
En su etapa en Real Canoe Natación Club fue tres veces campeona de la Liga de Primera División Femenina y subcampeona de la Copa de la Reina. Jugó en el Xuncas de Lugo, con el que fue dos veces subcampeona de la Copa de la Reina y subcampeona de la Liga. Con el Dorna Godella jugó su última temporada y ganando la Liga, el Campeonato de la Copa de Europa de Clubs y el Mundial de Clubs.
Con la Selección fue campeona de los Juegos Mediterráneos de 1991, quedó segunda ese mismo año en la Universiada. Plata en la Challenge Round del 92 y quinta en las Olimpiadas del 92. Campeona del Europeo disputado en Italia en 1993 con: Ana Belén Álvaro, Laura Grande, Mónica Messa, Blanca Ares, Carolina Mújica, Paloma Sánchez, Pilar Valero, Mar Xantal, Pilar Alonso, Betty Cebrián, Marina Ferragut. El técnico era Manolo Coloma.

## Reconocimientos
- Trofeo a la Mejor Deportista Andaluza en 1986.[6]
- Premio al Deportista andaluz fuera de Andalucía, de la Junta de Andalucía, en 1993.[7]
- Premio Ayuntamiento Femenino del Ayuntamiento de Sevilla en 1993.[8][9]
- Distinción Orden Olímpica, del Comité Olímpico Español, concedida el 28 de diciembre de 1995 e impuesta en junio de 1996.[10][11]
- Hall of Fame del Baloncesto Español (2023).

## Vida personal
Sus padres Guillermo y Margarita se trasladaron con sus hijas Claudia y Sabine desde Alemania a Sevilla, donde nació Margarita.
Está casada con el también exbaloncestista Guillermo Hernangómez, exjugador del Real Madrid entre otros equipos, y es madre de los también jugadores de baloncesto de la NBA Willy Hernangómez (n. 1994) y Juancho Hernangómez (n. 1995), y de Andrea Hernangómez (n. 2000), que juega en la Universidad de Fairfield.
Su hijo Willy Hernangómez luce la camiseta con el número 14 y el nombre W. Geuer en homenaje a ella y a su relevancia en la historia del baloncesto, desde su participación con la selección masculina de baloncesto de España en la Copa Mundial de 2019 en China, en la que se proclamó campeón con el equipo, junto a su otro hijo Juancho.